# Mosquer verdós
El mosquer verdós o papamosques acadià (Empidonax virescens) és una espècie d'ocell de la família dels tirànids (Tyrannidae) que cria als boscos de la meitat oriental dels Estats Units i passa l'hivern al nord d'Amèrica del Sud.